# Stephan Richter (Regisseur)

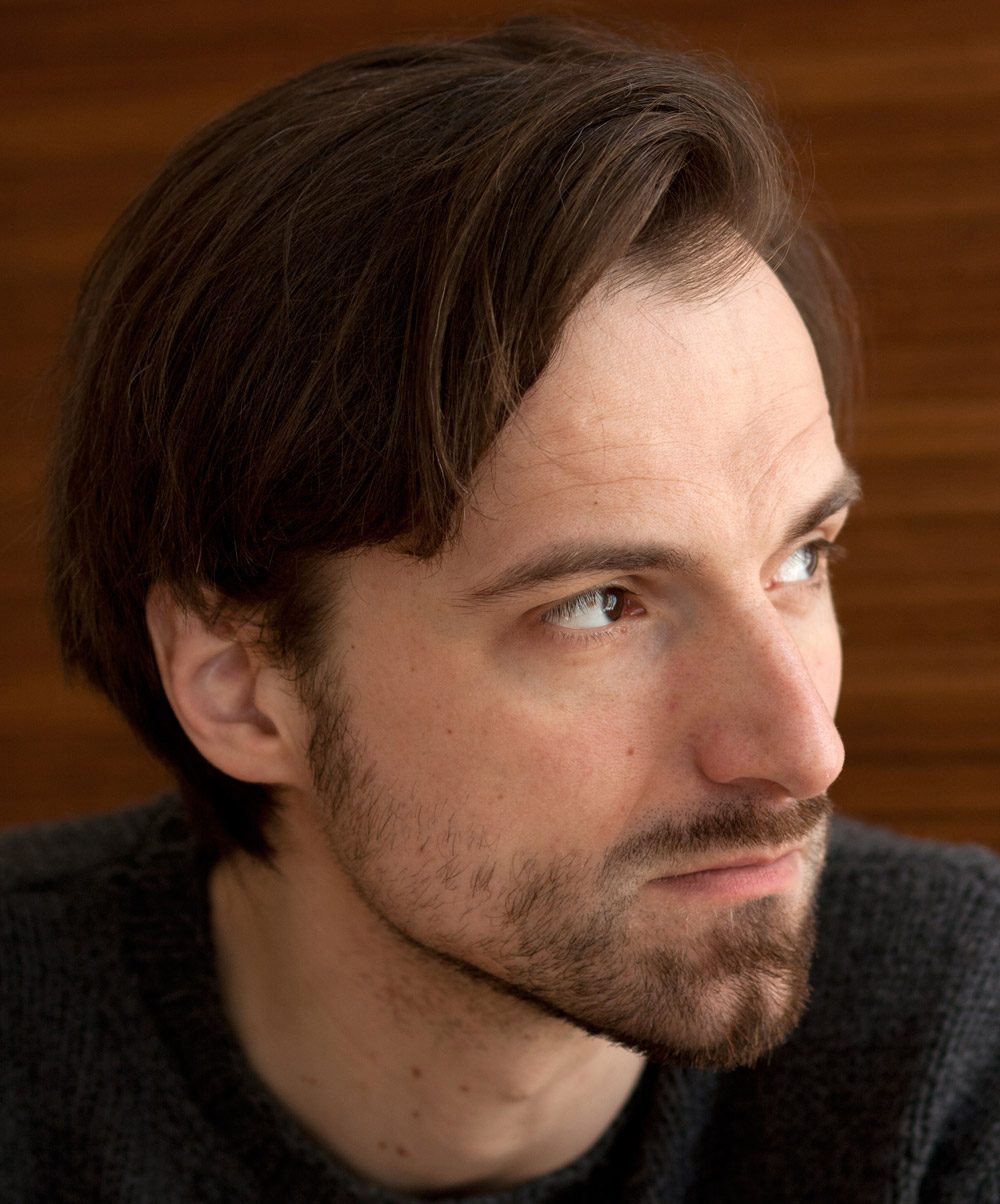
Stephan Richter (2015)

Stephan Richter (* 1980 in Dresden) ist ein deutscher Filmregisseur und Drehbuchautor. 

## Leben
Richter wuchs in Ludwigsburg auf und studierte Medienkunst bei Bernhard Leitner und Erwin Wurm an der Hochschule für angewandte Kunst in Wien. Nach seinem Diplomfilm Out of Bounds (2006) arbeitete Richter als Regisseur und Drehbuchautor von Experimentalfilmen, interdisziplinären Kunstprojekten und Musikvideos. So übernahm er 2012 die Arbeit für das Musikvideo Trägt die Woge dein Boot des Künstlers Rummelsnuff. Darüber hinaus entstanden Musikvideos für Bands wie Gin Ga, Die Orsons und Willi Landl. 
Für ein Projekt im Auftrag der Golden Girls Filmproduktion erhielt Richter 2012 vom Österreichischen Filminstitut eine Förderung zur Stoffentwicklung. 2015 verfilmte Richter in seinem Spielfilmdebüt Einer von uns einen Vorfall, bei dem im August 2009 ein 14-Jähriger bei einem nächtlichen Einbruch in einen Merkur-Markt in Krems an der Donau von einem Polizisten erschossen wurde.

## Filmografie
- 2007: Out of Bounds (experimenteller Kurzfilm)
- 2010: Comeback (dokumentarischer Kurzfilm)
- 2011: Better Dead Than Read (gemeinsam mit Marc Jago) (Kurzfilm)
- 2012: The Ride (experimenteller Kurzfilm)
- 2015: Einer von uns

## Auszeichnungen
- 2011 START-Stipendium für Filmkunst des österreichischen Bundesministeriums für Unterricht, Kunst und Kultur (bm:ukk)
- 2015: Nominierung für Einer von uns beim San Sebastián Film Festival 2015 (New Directors Award)[5]
- 2015: Nominierung für Einer von uns beim Zurich Film Festival 2015 (Bester Film mit dem Fokus Schweiz-Deutschland-Österreich)[6]
- 2016: Max Ophüls Preis für Einer von uns[7]
- 2016: Romy in der Kategorie Beste Regie Kinofilm für Einer von uns[8]